# Sámuel magyar király
(Aba) Sámuel (990 (?) – 1044. július 5.) Magyarország harmadik királya, 1041 és 1044 között uralkodott. A hagyomány szerint I. István király húgának férje, aki az Aba nemzetségből származott. A Gesta Hungarorum és más magyar krónikák beszámolói alapján az Aba család nem magyar eredetű. A modern történészek azt állítják, hogy a kazár törzsektől elszakadt és a 9. században a magyarokhoz csatlakozó kabar törzsek élén álltak. Sámuel a magyar történelem első választott királya. Az eredetileg pogány Aba család áttért a keresztény hitre, majd István király Sámuelt nevezte ki nádorává a királyi udvar élére. István azonban 1038-ban meghalt, és az új uralkodó, Orseolo Péter eltávolította Sámuelt posztjáról. A magyar nemesek 1041-ben trónfosztást követtek el Péter ellen, és királynak Sámuelt választották meg. A magyar krónikák egyhangú elbeszélése szerint Sámuel a köznemest részesítette előnyben a nemesekkel szemben, elégedetlenséget okozva a főurak között. Sok ellenfél kivégzése konfliktusba hozta Gellért csanádi püspökkel. 1044-ben Péter a német uralkodó, III. Henrik segítségével tért vissza, aki legyőzte Sámuel seregét a Győr melletti ménfői csatában. Sámuel elmenekült a csatatérről, de elfogták és megölték. Megítélése ellentmondásos, ez jórészt az őt közvetlenül követő korok elfogult krónikásainak és politikai ellenfeleinek köszönhető.

## Élete

### Neve, származása
Nevéről azért érdekes említést tenni, mert a korabeli források sosem Aba Sámuelként hivatkoznak a királyra, hanem Abának vagy Sámuelnek nevezik. Az egykorú német elbeszélő írások Obó, Ovo, vagy Aba néven említik, ő magát pénzein Sámuel rexnek nevezte, azonban egyedül Anonymus említi meg, hogy Aba és Sámuel azonos. Nélküle a kor nagy rejtélye lenne, hogy a Sámuel rex feliratú pénzek kitől származnak, illetve az Anonymus által említett Sámuel névnek egyedüli bizonyítékai a Sámuel rex feliratú érmék.
Anonymus a 13. században így ír: „Árpád vezér nagy földet adott Ednek és Edöménnek a Mátra-erdőben, ahol az unokájuk, Pata később várost épített. Az ő sarjadékukból származott hosszú idő után Sámuel király is, akit kegyességéért Abának hívtak”. Talán a két évszázaddal később élő Anonymus már nem tudott az ebben a korban még szokásos kettős névadásról, amire példa a király Vajk István neve is, ahol Vajk a születéskor kapott (pogány) név, István pedig az, amit a keresztségben kapott. Sámuel eredeti Aba nevéből alakulhatott ki az Aba nemzetségnév (Aba nemzetség), és már 1067-ből ismert egy Aba nembéli Péter nevű ember, aki vélhetően Sámuel király fia volt. Anonymus kun származásúnak azonosítja be Sámuelt, ami abban az időben nem feltétlenül kunt jelentett, hanem bármilyen, keletről betelepülőt.
Kézai Simon viszont egyszerűen Atilla leszármazottjának tartotta. A mai vélemények többsége szerint kazár származású lehetett, amely azonban csak egy történészi hagyomány, és Anonymus adatának kritika nélküli elfogadásából származik. Kézai szerint honfoglaló magyar nemzetségből származik, bár nem voltak az ősei a vezérek között.
Maga a Sámuel név héber eredetű ószövetségi név, amelyet a korban Sámuel bolgár cár is viselt. A vele való szövetségre utalhat a névadás, amely nevet Aba 1000 körül kaphatott a keresztségben, mint István király családjának tagja. A sororiusa – ami Györffy György szerint itt nem sógort, hanem nővérének fiát jelenti, Kandra Jakab és még sokan úgy tartják, hogy Géza leányát vette feleségül, vagyis sógora volt Istvánnak. Az értelmezés itt bizonytalan, annyi bizonyos, hogy István nőtestvérének valamilyen rokona.

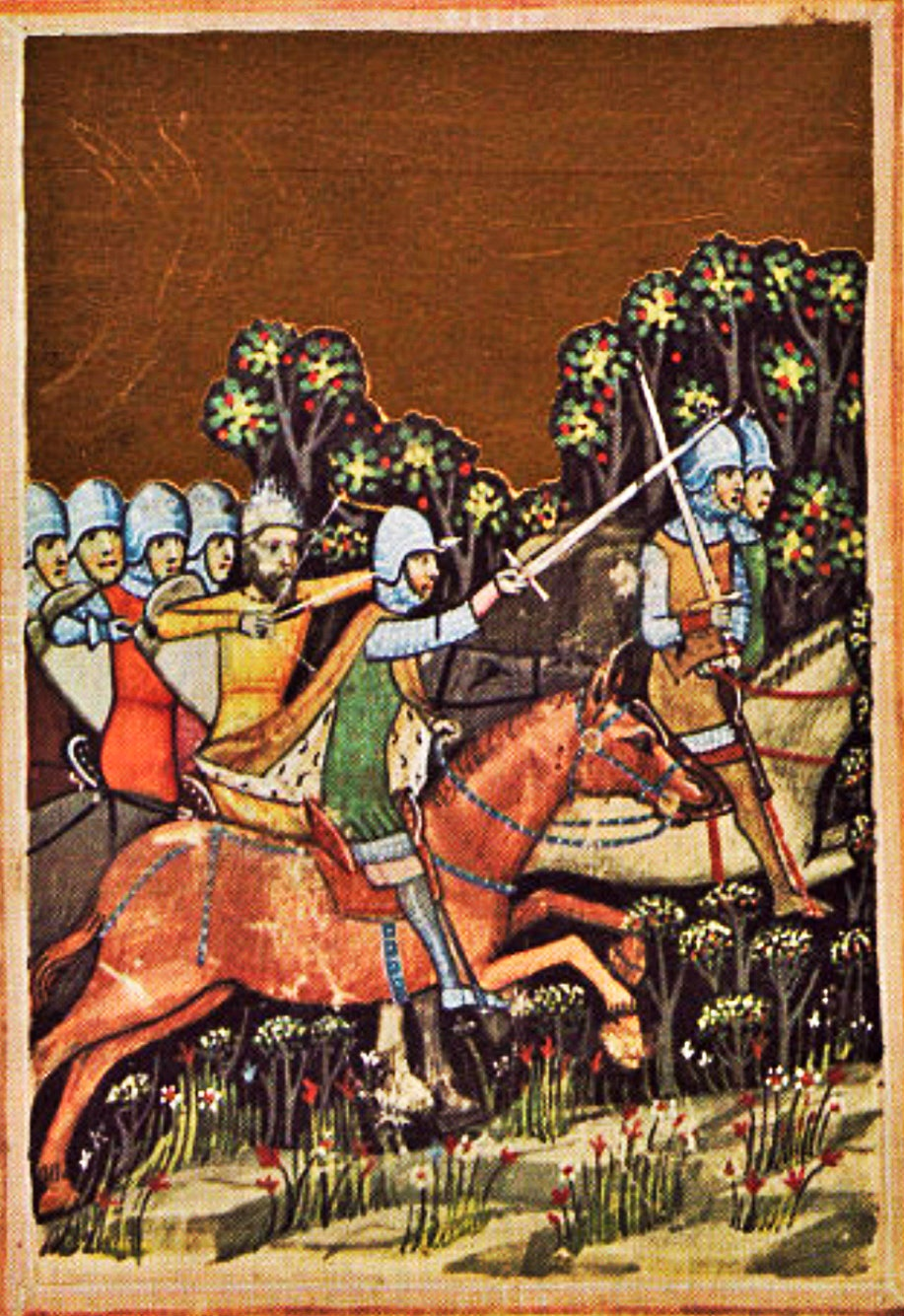
Sámuel Péter királyt üldözi (Képes krónika)

Arra vonatkozóan, hogy Sámuel zsidó vallású volt-e vagy sem, különböznek a vélemények. Anonymus kun származásúnak tartotta, egy 14. századi krónika hvárezmi származásúként említi. A két eredet-elméletben közös az, hogy mindkettő alapján keleti származású lehetett. Ebben az időben viszont csak egy olyan törzs élt Magyarországon, aki keletről érkezett és telepedett le Magyarország területén; ezek a kazárok közül kivált kabarok (kavarok) részét alkotó kálizok voltak. A kazárok vallása izraelita volt, ezért többen is arra a megállapításra jutottak, hogy Aba Sámuel zsidó hitre tért családból származott. (Sámuel ősei a Kazár Birodalomba tartozó nép elitjeként vehették fel a zsidó vallást.) Más feltételezések szerint nem zsidó, hanem egy ősi keresztény vallás, az úgynevezett nesztorianizmus követője volt. Ezeket általában azzal utasítják el, hogy nem lehetett volna király nem római-bizánci keresztényként, viszont István nem egészen négy évtizedes uralma kevés volt még a kereszténység teljes győzelméhez. Azonban az is megfontolandó, hogy Sámuel az ország kereszténységre való áttérésekor, vagy saját koronázása előtt is megkeresztelkedhetett. Még legalább kétszáz éven át tudósítanak a források máshitűekről. Az is hihető verzió, hogy a zsidó kazár elit ellen a nem zsidó kabarok lázadtak fel. Mindezek mellett, ha valóban hvárezmi származású volt, a legvalószínűbb, hogy akár muzulmán vallású lehetett.
Aba Sámuel apja esetleg az a Csaba (Ceba) comes lehetett, aki udvarispánként, azaz nádorként 1005 táján Sebestyén érsekkel együtt jelen volt a pannonhalmi apátság felszentelésén. A Csaba nevű felmenőre utal, hogy 1067  táján Aba fia Péter Csabarákosa – a mai Rákoscsaba – nevű birtokát a százdi apátságnak adta. A zempléni Csobaj, Csabamezeje (a mai Csábóc) szintén az ő birtokuk lehetett. Csaba királyfi legendája mögött, akit Anonymus az Abák ősének mond, ez a Csaba comes lehetett. Ed és Edömén honfoglaláskori kabar előkelők lehettek.
Születési idejét is csak becsülni lehet; sokszor 990 és 1000 körülre teszik. Szállásterülete a Mátra tágabb körzetében feküdt. Mikor I. István magyar király Magyarország uralkodója lett, tényleges hatalmának megszilárdításáért sokat kellett tennie, le kellett győznie törzsi ellenfeleit. Egy álláspont szerint Sámuel ellen, mint törzsi állam vezetője ellen azonban nem fegyveres támadást indított, hanem diplomáciai eszközöket vett igénybe; hozzáadta feleségül húgát (akik gyakran említenek Gizella néven, de nem tudjuk biztosan a nevét), olyan feltételeket szabva, hogy térjen át a keresztény hitre. Sámuel belement az egyezségbe, így szállásterületét István beolvasztotta Magyarországba, megalapítva az egri püspökséget, illetve létrehozva Újvár megyét. Mindemellett István a német mintára alapított palotaispáni (palotagrófi, comes palatii) címmel ruházta fel, amely a későbbi nádori cím elődje lett.

### Útja a trónig
Bármilyen származású is volt, és akár Géza, akár István leányát vette feleségül, István udvarában a második számú ember volt a király után. István alatt a palotaispán címet viselte, már Koppány ellen is harcolt – ez egyben cáfolata a 990 utáni születése elméletének, 975–980 után nem nagyon születhetett –, segítette az erdélyi gyula ellen. Úgy lehet tekinteni, hogy Sámuel támogatása nagyban hozzájárult a Magyar Királyság egységének kialakulásához, a Kárpát-medence feletti hatalom megszerzéséhez. Mint második ember, joggal bízhatott abban, hogy István őt jelöli utódjának, illetve ha nem jelölt volna senkit, akkor az ország nagy valószínűséggel őt fogadta volna el jogszerű örökösnek. István – tulajdonképpen érthetetlen okból – nem így járt el.
A két legfontosabb forrás, amely 11. századi szövegeket is feldolgozott, Kézai Simon krónikája és István nagyobb legendája. Mindkettő megegyezik abban, hogy Aba csak 1038 után lépett színre a nagypolitikában. Kézai szerint a Péterrel elégedetlen nemesség választotta meg, a legenda szerint viszont fegyveres trónbitorló volt. Mindkettő kizárja azonban, hogy korábban ne lett volna jelentős személyiség, hiszen a választáshoz ismertség és bizalom kellett volna, Péter trónfosztásához pedig saját haderő.

### Uralkodása

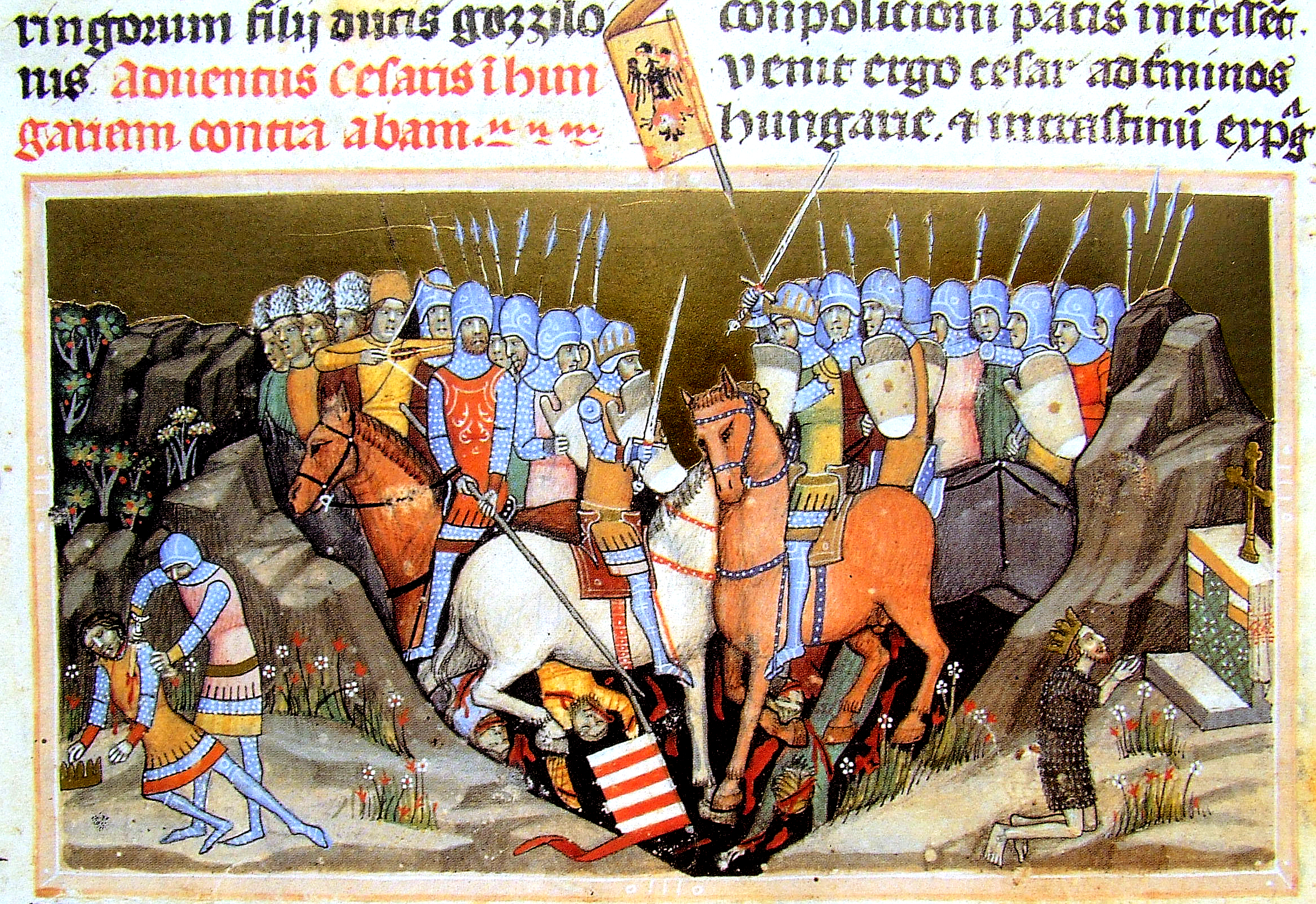
A ménfői csata ábrázolása a Képes krónikában

Elődje, Orseolo Péter idegenbarát politikát folytatott, a döntéshozatalban mellőzte a királyi tanácsot és azokat a főurakat, akik nem támogatták, kizárta és helyükre feltétlen híveit, németeket és olaszokat ültetett. Péter megfosztotta Gizellát birtokai nagy részétől és el is záratta egyik várába, továbbá a kánonjog megsértésével hozott az egyházat érintő döntéseket. 1041-re a növekvő elégedetlenség a mellőzött magyar urak körében lázadást váltott ki, ezért Péter király III. Henrik német-római császár udvarába menekült. A megüresedett királyi székbe Aba Sámuelt ültették.
Sámuel 1041-ben követeket küldött Henrikhez Strassburgba, hogy a Birodalom szándékairól tárgyaljanak. Henrik válasza azonban erre az volt, hogy befogadta Pétert. Sámuel erre csapatával 1042. február 15-én a Traisen folyónál betört az Osztrák Őrgrófságba, és Tulln városáig nyomult. E déli hadtest (a fősereg), amelyet a király maga vezetett, győzelmeket aratott, egy másik hadteste szintén győzedelmes volt, miközben az északi kisebb hadsereg vereséget szenvedett Péter sógorától, Adalbert őrgróftól és fiától, Liutpoldtól. Miután az őrgróf és fia támadást indított a foglyokkal haladó magyar sereg ellen, a foglyok fellázadtak és szétverték a csapatot, sokan menekülés közben a Morva folyóba fulladtak. Mindenesetre Sámuel győztesen tért haza az 1042-es hadjáratból. Erre az erődemonstrációra szükség volt, hiszen Henrik éppen befejezte Csehország és Lengyelország annektálását, és Péter befogadásával nyilvánvalóvá vált, hogy a Magyar Királysággal ugyanez a célja. Emellett a Konrád alatt elvesztett területek visszaszerzése is feltétlen céljai között volt (1030-tól kezdve Magyarország nyugati határa 80 km-re Bécstől nyugatra volt).
III. Henrik még 1042 őszén támadást indított Magyarország ellen, és a Dunától északra eső területeket látszólag elfoglalta, a Nyitrai Dukátus élére egy Csehországban élő Árpád-házi herceget ültetett. Nem talált azonban sem ellenálló hadseregre, sem olyanokra, akik meghódoltak volna, ezért kivonult az országból, Sámuel pedig helyreállította a magyar intézményeket. Egy év múlva azonban újra megtorló hadjáratot indított III. Henrik Magyarország ellen, melynek során egészen a Rábáig jutott. Eközben a Német-római Birodalom és Magyarország között folyamatos követjárás volt öt fordulóban, Henrik azonban továbbra sem akart tárgyalni.

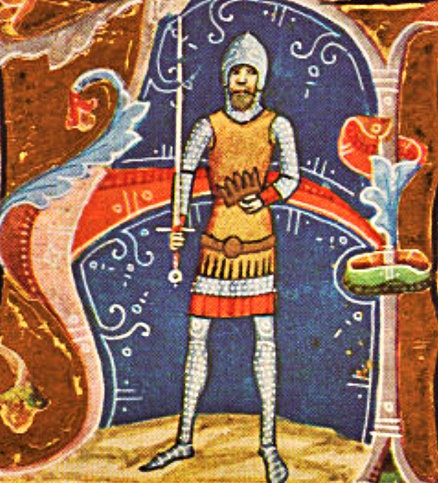
Sámuel király a Képes krónika egy miniatúráján

A Pétert elűző és az őt hatalomra juttató uralkodóréteg most már Aba Sámuel ellenségévé vált. Összeesküvést szerveztek ellene, ami azonban kitudódott. Aba Sámuel 1044 húsvétján tanácskozásra hívta az összeesküvőket, és Marosváron (Csanádon) csapdát állítva nekik lekaszaboltatta őket a híveivel. Ezt állítja legalábbis a Gellért-legenda, azonban Szent Gellért nem nevezhető elfogulatlan forrásnak Sámuelt illetően, akit trónbitorlónak tartott, és akit Henrik kérésére a német-római császár bábja, IX. Benedek pápa kiátkozott. Ezt a történetet Kézai is átvette.
Legnagyobb belpolitikai hibájának róják fel, hogy megpróbálta visszaállítani a szabad parasztokra vonatkozó, István előtti jogokat, adóztatni kívánta a nemességet és a papságot is. Ezzel azonban elveszítette a főurak és a főpapi réteg és elsősorban Szent Gellért csanádi püspök támogatását is, valamint ürügyet szolgáltatott III. Henriknek az előző évi béke megsértésére, és egy újabb támadásra. Saját korában jó uralkodónak tartották, vesztesként azonban a későbbi krónikák tendenciózussága befolyásolta történeti megítélését. Ugyanakkor leszögezhető, hogy István előtt a szabad törzsfők nem fizettek adót (sem államit, sem egyházit), ezért bizonyára ellenségesen viseltettek István rendszerével szemben. Sámuel valószínűleg ezeket a volt szabad törzsfőket kívánta megnyerni, különös tekintettel azokra, akik elvesztették hatalmukat és földjeiket az istváni államszervezés során.
1044-ben III. Henrik és Péter király a Dunától délre támadott, ugyanazon az útvonalon mint egy évvel korábban, azonban most magyar segédcsapatok segítették a támadók tájékozódását, és így át tudtak kelni a Rábcán és a Rábán. Aba Sámuel Ménfőnél bocsátkozott csatába III. Henrik seregével 1044. július 5-én. Mikor a Péterhez már jobban kötődő urak kiváltak a magyar hadból, Aba Sámuel sorsa megpecsételődött. Menekülésre kényszerült, útját az ország belseje, a Tisza felé vette. A ménfői csatavesztés uralkodásának végét jelentette. A korai Árpád-korban ez volt a Német-római Birodalom egyetlen jelentősebb győzelme, amelyet azonban árulásnak köszönhetett. Sámuel már győzelemre állt, amikor Péter hívei menekülőre fogták. Ez megzavarta a királyi hadrendet, és bukás lett a vége.
A német krónikák feljegyezték, hogy több, Sámuelt támogató püspök is fogságba esett a csata alkalmával. Figyelembe véve, hogy Sámuel kiátkozott király volt, ellenfelei és későbbi krónikásai szerint a pogányságot és eretnekséget támogatta, sőt ő maga is pogány volt, ez meglepő adat. A magyar haderőben az előkelőség nagy része is ott volt, és akkora erőt képviseltek, amely majdnem legyűrte Henriket, dacára az állítólagos csanádi vérengzésnek. Ezen adatok alapján is szükséges a Sámuelről kialakított kép átértékelése.

### Halála, utóélete

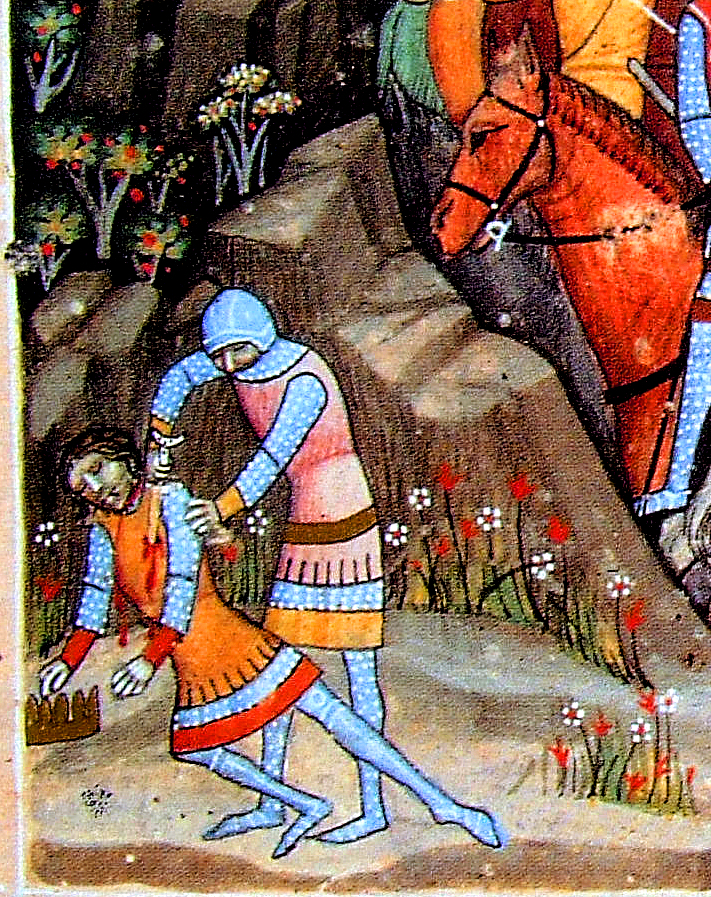
A király meggyilkolása (Képes krónika)

„Aba király pedig Ménfőnél szálla vele szembe roppant sok fegyveressel, igen bizakodva győzedelmébe, mivel némely bajorok jelentették volt neki, hogy a császár kevesed magával jött. S a mint beszélik, Aba királyé lett volna a győzelem, ha csak némely Péter barátságában megmaradt magyarok zászlaikat földre nem dobták s meg nem futamodtak volna. Tehát hosszan és erősen folyt csata után végre is, Isten segítségébe bizva, a császár diadalt nyere. Aba király pedig a Tisza felé futa s a magyarok, kiknek uralkodtában vétett vala, egy faluban, egy ó veremben megölik s egy egyház mellé eltemetik. Néhány év mulva, midőn testét a sírból kiásták, szemfedőjét és öltözetét rothadatlan és sebhelyeit begyógyúlva találták, s eltemették osztán testét tulajdon monostorában.” – 
Halálának körülményei nem egészen tisztázottak. Vannak olyan források, amelyek arra mutatnak, hogy a királyt menekülés közben Füzesabony tájékán utolérték, és megölték, más elképzelés szerint még a csata helyszínén ölték meg. Holttestét valószínűleg először a feldebrői monostorban helyezték örök nyugalomra, amikor évekkel később felnyitották a sírt, és azt látták, hogy ruhái épek voltak, a sebei pedig begyógyultak. Innen vitték át végső nyughelyére az abasári monostorba.
Halála után III. Henrik Székesfehérváron személyesen ültette trónra újra Pétert 1044 júliusában. Segédkezéséért cserébe a német-római császár életbe léptette a német jogot, majd 1045 pünkösdjén a császár újra Magyarországra jött, Péter pedig az országot aranyozott lándzsa formában átadta Henriknek, ezzel Magyarország a Német-római Császárság hűbérese lett.

## Emlékezete

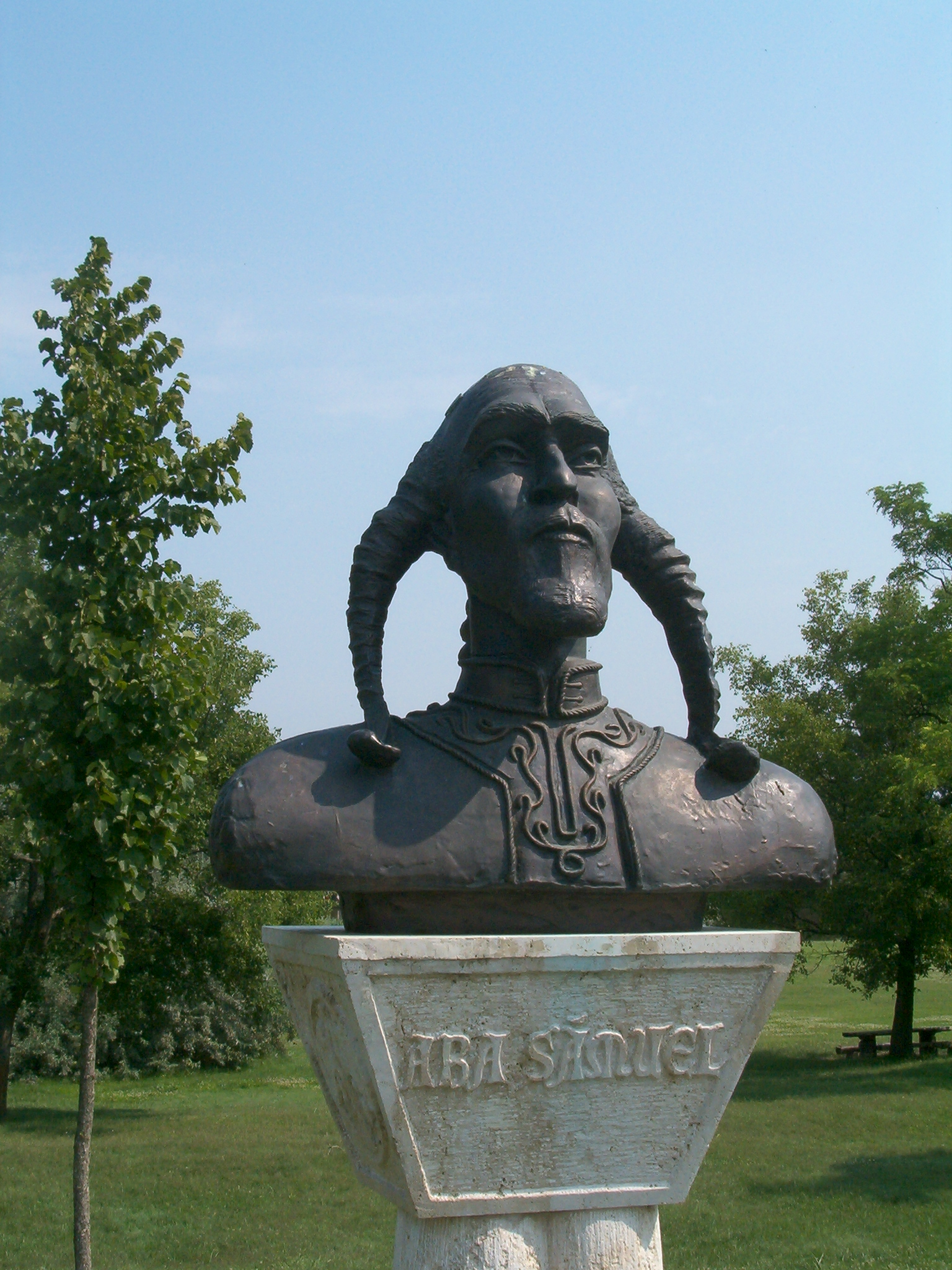
Szobra Ópusztaszeren

Aba Sámuelt az egykorú és későbbi krónikák is trónbitorlóként, zsarnokként ábrázolják, azonban a nép sokáig szentként tisztelte.
Miután  trónra lépett, mindent megtett Péter tevékenységének és híveinek eltüntetésére, aminek volt pozitív és negatív oldala is. Megpróbálta például tisztségébe visszahelyezni a Péter által elmozdított két püspököt, valamint ő alapította a feldebrői és az abasári monostort. A 14. századi krónikás hagyomány szerint az abaújvári várat is Aba Sámuel építtette, ez az adat egybevág a régészeti feltárások eredményével is. Azonban eltörölte az István és Péter által hozott törvényeket és adókat, valamint a központi hatalmat erősítő intézkedéseit. Teret nyitott az állam és egyház ellen fordulóknak. Egyházellenességében a Balkánról terjedő bogumil eretnekség hatásának is része volt – bár a bogumilizmus terjedésének konkrét nyoma nincsen, ez csak egy feltevés arra, miért volt ellenséges az egyházi történetírás Sámuelhez. A Gellért-legenda szerint Péter hívei közül sokakat megöletett vagy megkínoztatott, 1042-ben Csanádon megölette a nemesi ellenzék 50 tagját. Ezért 1042 húsvétján Gellért püspök megtagadta királlyá koronázását.
Az egyházhoz fűződő viszonyát tovább rontotta, hogy a hadisarcot a püspökök megadóztatásával akarta finanszírozni. A régi társadalmi rendet próbálta visszaállítani, a viszonylagos egyenlőség megteremtésével, a nemeseket mellőzte, és inkább parasztokkal és nem-nemesekkel tartott közösséget, velük étkezett, lovagolt. Ezt a Képes krónika így rója fel neki: „Megvetette… az ország nemeseit és mindig parasztokkal meg nemtelenekkel tartott”. Egyes források szerint a pápa híveivel együtt kiközösítette Aba Sámuelt az egyházból.
2001. augusztus 20-án állították fel szobrát Encsen. A bronzból készült szobor Balogh Géza nyíregyházi szobrászművész alkotása. Abasáron a római katolikus plébániatemplom előtti téren áll szobra, mely vélhetően azt az Aba király képet erősíti, ami a templom falán lévő freskón látható. Ezen a falfestményen Aba Sámuel átadja a bencés kolostor kulcsát a monostor vezetőjének. A szobor Till Aran alkotása. Kő Pál Aba Sámuel ábrázolása az ópusztaszeri Nemzeti Történeti Emlékparkban látható. Haját az alkotó pogány rítus szerint, három varkocsba fonva ábrázolja, koponyája jobb oldalán lékelésre utaló lemez látszik.
Trónra jutása és uralkodása éveinek történetét nagyregényben dolgozta fel Karczag György XX. századi magyar író, A trónon harmadik címmel.

## Sírja
Sámuel királyt az abasári monostorban temették el. 1971-től előfeltárásokat végeztek a környéken, amelyekkel megtaláltak egy nagyjából kilenc méter átmérőjű rotundát, a monostor maradványait. Ettől délnyugati irányban, a falakon kívül elhelyezett sírt 2006-ban Besze Tibor kezdte el feltárni, amit korai halála (2009) után Kozári József, Fodor László és Lovász Emese folytatott. Nem bizonyított, hogy a három bolygatott sír valamelyike is Aba Sámuelé lett volna, de nagy a valószínűsége. A sírokban osszárium-szerűen egymásra dobált csontokat is találtak, talán egy részük Aba Sámuelé lehetett. Kézai csak annyit közölt, hogy „saját monostorában” temették el, a sári temetkezés első adata 1358-ból származik. Maga Abasár és a monostor környéke a kora középkori uradalmi központok egyike.